# Rebeca Acevedo
Rebeca Acevedo San Martín de Vargas (Retiro, 23 de enero de 1902 - Santiago, 7 de diciembre de 1987) fue una profesora, botánica y curadora chilena. Fue la primera mujer en asumir la Jefatura de la Sección de Botánica del Museo Nacional de Historia Natural de Chile en 1947.

## Formación
Rebeca Acevedo nació en la comuna de Retiro, en las cercanías de Linares, en 1902, y cursó sus primeros estudios en liceos de Chillán y Concepción. Obtuvo su licenciatura en biología y en química, en la Universidad de Chile, en 1924. Entre 1921 y 1924 fue parte de la Escuela de Altos Estudios del Museo Nacional de Historia Natural, donde tomó contacto con reconocidos científicos chilenos, como Carlos E. Porter. Se tituló en Botánica, y continuó trabajando en el museo como ayudante del profesor Francisco Fuentes, quien era el Jefe de la Sección de Botánica. Allí comenzó a especializarse en gramíneas. Siguió trabajando como curadora, a cargo del ordenamiento del herbario iniciado por el profesor Carlos Muñoz.
Entre los años 1928 y 1933 desarrolló la labor académica, haciendo clases de ciencias naturales en establecimientos educacionales y escuelas técnicas de Cauquenes y Temuco. En Cauquenes también fue bibliotecaria del Liceo de Niñas de esa ciudad.

## Trayectoria profesional
Luego de ejercer como maestra fuera de Santiago, en 1934 volvió al museo, para ser ayudante de Marcial Espinosa. En paralelo a su trabajo en esta institución, siguió haciendo clases, ahora en el Liceo N° 6 de Niñas de Santiago.

### Labor en el Museo Nacional de Historia Natural
En 1947 asumió la Jefatura de la Sección de Botánica del MNHN, sucediendo en el puesto al botánico chileno Carlos Muñoz Pizarro y siendo la primera mujer en ocupar ese cargo. Una de las labores principales que asumió como Jefa de Sección fue continuar el montaje del Herbario Nacional, que Muñoz comenzó en 1941. También le correspondió el orden de la biblioteca de la sección, que contenía material bibliográfico original sobre plantas chilenas descritas en el siglo XIX. Como conservadora del Herbario Nacional estableció relaciones con diversos investigadores y especialistas botánicos del mundo, como Carl Skottsberg, Olga Borsini, Otto Solbrig y Maevia Correa, quienes acudían al Herbario sobre todo por cuestiones de taxonomía.
Realizó más de 40 trabajos, de los cuales destaca la labor taxonómica que hizo con la familia de las gramíneas.
Ocupó este puesto hasta 1964, año en el que se acogió a retiro por razones personales. Dejó varios estudios inconclusos, entre los que se cuenta el del género Calandrinia. Además durante mucho tiempo reunió información sobre las familias de la flora chilena para la Enciclopedia Chilena, que no llegó a publicarse.
Perteneció a la Sociedad Chilena de Botánica y a la Sociedad Chilena de Historia Natural.
Su actividad académica no fue afectada por su agravamiento de una sordera.

## Algunas publicaciones
- l.r. Parodi, rebeca Acevedo de Vargas. 1959. Las especies de Gramíneas del género Cortaderia en Chile. Bol. Mus. Nac. Hist. Nat. 27 (4): 205-246, il. Santiago de Chile

## Honores
Miembro de
- Sociedad Chilena de Botánica
- Sociedad Chilena de Historia Natural

### Epónimos
- La abreviatura «Acevedo» se emplea para indicar a Rebeca Acevedo como autoridad en la descripción y clasificación científica de los vegetales.[5]